# Temporada 1995 del Campeonato de Galicia de Rally
La temporada 1995  fue la edición 17º del Campeonato de Galicia de Rally. Comenzó el 25 de marzo en el Rally do Albariño y terminó el 2 de diciembre en el Rally de Ferrol.

## Calendario
| N.º | Fecha                | Rally                   | Series     | Resultados |
| --- | -------------------- | ----------------------- | ---------- | ---------- |
| -   | 3-4 de marzo         | Rally San Martiño       | Suspendido | Suspendido |
| 1   | 25 de marzo          | 4.º Rally do Albariño   |            | Resultados |
| 2   | 22 de abril          | 12.º Rally de Noia      |            | Resultados |
| 3   | 4 de junio           | 29.º Rally do Lacón     |            | Resultados |
| 4   | 25 de junio          | 28.º Rally de Ourense   | España     | Resultados |
| 5   | 5 de agosto          | 9.º Rally Botafumeiro   |            | Resultados |
| 6   | 26 de agosto         | 8.º Rally de Narón      |            | Resultados |
| 7   | 24 de septiembre     | 31.º Rally Rías Baixas  |            | Resultados |
| 8   | 7 de octubre         | 17.º Rally San Froilán  | España     | Resultados |
| 9   | 17 e 18 de noviembre | 13.º Rally de La Coruña | España     | Resultados |
| 10  | 2 de diciembre       | 26.º Rally de Ferrol    |            | Resultados |

## Clasificación
| Pos. | Piloto                | 1 ALB | 2 NOI | 3 LAC | 4 OUR | 5 BOT | 6 NAR | 7 RBX | 8 SFR | 9 COR | 10 FER | Ptos. |
| ---- | --------------------- | ----- | ----- | ----- | ----- | ----- | ----- | ----- | ----- | ----- | ------ | ----- |
| 1.   | Miguel Dopico         |       | 1     | 1     | 6     | 2     | 2     | 2     | Ret   | 2     | 2      | 1182  |
| 2.   | Germán Castrillón     |       |       |       | 2     | 1     | 1     | 1     | 1     | Ret   | 1      | 1146  |
| 3.   | Javier Piñeiro        | 2     | 3     | 4     | 13    | 5     | 7     | 3     |       |       |        | 900   |
| 4.   | Eladio Posada         | ?     | ?     | ?     | Ret   | ?     | 11    | 13    | 8     | 6     | ?      | 776   |
| 5.   | Arturo Rial           |       |       | 3     | 3     | 4     | 3     | Ret   | Ret   | Ret   | 3      | 737   |
| 6.   | Sergio Vallejo        |       |       |       | 1     | 6     | 4     | Ret   | 2     |       | Ret    | 694   |
| 7.   | Manuel García Lorenzo |       |       |       | Ret   |       | 8     | Ret   | 3     | 5     |        | 656   |
| 8.   | Elías Ares            | ?     | ?     | ?     | 7     | ?     | Ret   | 6     | 5     |       |        | 640   |
| 9.   | F. Javier Pedreira    | ?     | ?     | ?     | 14    |       | 17    | 19    | 12    | 10    |        | 494   |
| 10.  | Roberto González      | ?     | Ret   | Ret   |       | ?     | 18    | 7     | 7     |       | ?      | 476   |
| 11.  | Pedro Burgo           |       |       |       | 12    |       | 16    | 22    | 10    | 8     |        | 450   |
| 12.  | Manuel Varela         | 3     | 5     | 7     |       | 7     | Ret   | Ret   | Ret   |       |        | 386   |
| 13.  | Benito Carballido     |       |       |       |       |       |       |       |       |       |        | 363   |
| 14.  | Leopoldo Fernández    |       |       |       |       |       | 22    | 18    |       |       |        | 308   |
| 15.  | Alberto Tombo         |       |       | 5     | Ret   |       | Ret   | Ret   |       | Ret   |        | 228   |
| 16.  | Jorge Pérez Pérez     |       |       |       |       |       |       | Ret   |       | Ret   |        | 224   |
| 17.  | Fernando Ogando       |       |       |       |       |       | 28    |       |       |       |        | 218   |
| 18.  | Alberto Tobio         |       |       |       |       |       | 19    |       |       |       |        | 179   |
|      | Germán Gómez          | 1     | 4     | 6     | Ret   |       |       | 4     |       |       |        |       |
|      | Manuel Senra          |       | Ret   |       |       | 3     |       |       |       |       |        |       |